# Дигби (графство)
Дигби — графство в канадской провинции Новая Шотландия. Графство является переписным районом, но не является административной единицей провинции. В администратичном плане графство разделено на два округа Дигби и Клэр и город Дигби и одну индейскую резервацию.

## География

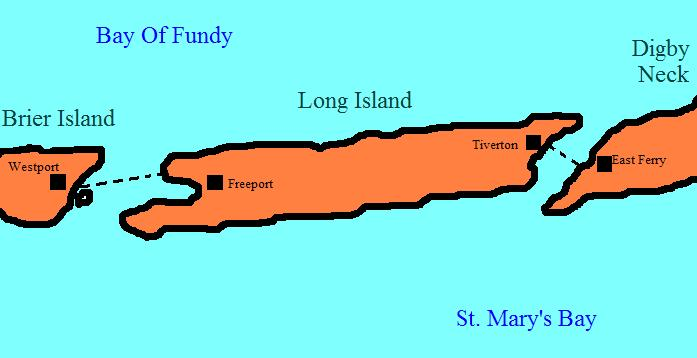
На карте отмечены полуостров Дигби-Нек, острова Лонг-Айленд и Бриер-Айленд

Графство расположено на западе полуострова Новая Шотландия. С северо-запада оно омывается водами залива Мэн, в частности залива Фанди. Вдоль основной территории расположен узкий полуостров Дигби-Нек (англ. Digby Neck), за которым следуют острова Лонг-Айленд и Бриер-Айленд, связанные паромными переправами. Полуостров и острова отделены от основной территории графства узким заливом Сент-Мэрис.
На территории графства расположены самые западные земли национального парка Кеджимкуджик, большая часть которого расположена в граничащем на востоке графстве Аннаполис. На юге Дигби граничит с графством Ярмут.
По территории графства проходит автодорога провинциального значения Хайвей 101, а также ряд дорог, управляемых графством, основными из которых являются магистраль 1 и коллекторы 217, 303, 340.

## История
Графство Дигби было основано в 1837 году из части графства Аннаполис. Оно получило название по административному центру, который в свою очередь был назван в честь адмирала Роберта Дигби, сопровождавшего лоялистов из Нью-Йорка в Конвей (в настоящее время Дигби). В 1861 году графство было разделено на два округа: Дигби и Клэр.

## Население
Для нужд статистической службы Канады графство разделено на два округа, один город и одну индейскую резервацию.
| Название            | Оригинальное название | Статус               | Площадь, кв. км | Население |
| ------------------- | --------------------- | -------------------- | --------------- | --------- |
| Дигби               | Digby                 | Округ                | 1 655,93        | 7 986     |
| Клэр                | Clare                 | Округ                | 852,82          | 8 813     |
| Дигби               | Digby                 | Город                | 3,14            | 2 092     |
| Бэр-Ривер 6 (часть) | Bear River (Part) 6   | Индейская резервация | 3,34            | 101       |